# Eoporis differens
Eoporis differens là một loài bọ cánh cứng trong họ Cerambycidae.